# Gouvernement Álvarez-Cascos
 Asturies
Álvarez Areces III Fernández I
Le gouvernement Álvarez-Cascos est le gouvernement des Asturies entre le 18 juillet 2011 et le 28 mai 2012, durant la VIIIe législature de la Junte générale de la principauté des Asturies. Il est présidé par Francisco Álvarez-Cascos.

## Composition
| Fonction                                                                       | Titulaire | Titulaire                            | Parti |
| ------------------------------------------------------------------------------ | --------- | ------------------------------------ | ----- |
| Président                                                                      |           | Francisco Álvarez-Cascos Fernández   | FAC   |
| Conseiller à la Présidence                                                     |           | Florentino Alonso Piñón              | FAC   |
| Conseiller aux Finances et au Secteur public                                   |           | Ramón del Riego Alonso               | FAC   |
| Conseiller à l'Économie et à l'Emploi                                          |           | José Manuel Rivero Iglesias          | FAC   |
| Conseillère à l'Éducation et à l'Enseignement supérieur                        |           | Ana Isabel Álvarez González          | FAC   |
| Conseiller à la Culture et au Sport                                            |           | Emilio Marcos Vallaure               | FAC   |
| Conseillère au Bien-être social et à l'Égalité                                 |           | Paloma Menéndez Prado                | FAC   |
| Conseiller à la Santé                                                          |           | José María Navia-Osorio García-Braga | FAC   |
| Conseillère à l'Équipement, à l'Aménagement du territoire et à l'Environnement |           | María Isabel Marqués García          | FAC   |
| Conseiller à l'Élevage agricole et aux Ressources propres                      |           | Albano Longo Álvarez                 | FAC   |